# 光明城站
光明城站是一個鐵路車站，位於中國廣東省深圳市光明区凤凰街道，是廣深港高速鐵路在深圳境內的三個車站之一。2008年3月13日，以深圳市市長許宗衡為首的人員和中華人民共和國鐵道部達成共識，決定廣深港高速鐵路會在光明新區（現光明區）設站，2011年12月26日启用。該車站的广深港高铁部分建立在光明區的茶林特大橋上，是一個四線車站，每天最多可容許156對列車經過，一小時平均有兩班高鐵列車停靠。
與此同時贛深客運專線與既有廣深港高速鐵路光明城站並站設置，在東侧新设站台及候车室，并于2021年12月10日随赣深客运专线开通而正式启用。当地计划以赣深高铁为契机建设光明城综合交通枢纽，由福斯特建築事務所中标设计方案。

## 车站结构

### 站房
本站为陆侧高架二层双侧式车站。

### 站场
光明城站建立在光明區的茶林特大橋上，规模为4台8线，其中正线、到发线各4条。
| 2F | 侧式月台 | 侧式月台                                  |
| 2F | 4站台    | 赣深客运专线 往深圳北方向（深圳北）       |
| 2F | 通过线   | 赣深客运专线 下行列车                     |
| 2F | 通过线   | 赣深客运专线 上行列车                     |
| 2F | 3站台    | 赣深客运专线 往赣州西方向（东莞南）       |
| 2F | 侧式月台 |                                           |
| 2F | 侧式月台 |                                           |
| 2F | 2站台    | 广深港高速铁路 往香港西九龙方向（深圳北） |
| 2F | 通过线   | 广深港高速铁路 下行列车                   |
| 2F | 通过线   | 广深港高速铁路 上行列车                   |
| 2F | 1站台    | 广深港高速铁路 往广州南方向（虎门）       |
| 2F | 侧式月台 |                                           |
| 1F | 站房     | 售票、进站、候车、检票、出站、办公区域    |
| 1F | 联外区   | 接驳交通                                  |

## 车站周边

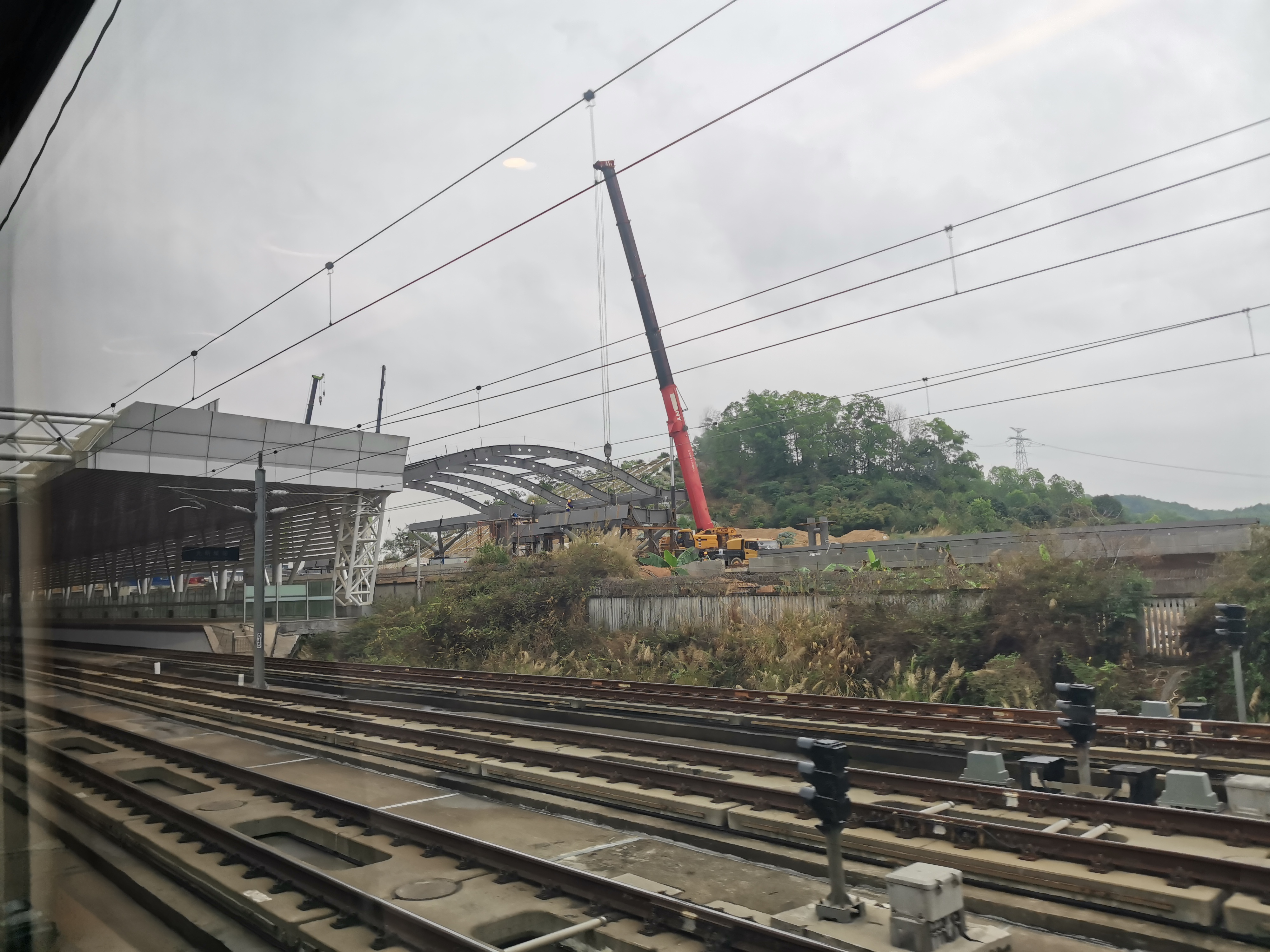
光明城站南端，右边为在建的赣深高铁月台

至2021年3月，光明城站周边有部分产业园，比如华强集团的华强创意产业园，但附近大部分仍然是政府儲備用地，杂草丛生。
雖然深圳地鐵6号綫亦途經光明區，但是并不经过高鐵光明城站，最近的地铁站凤凰城站距离本站3.2公里。在建的深圳地鐵6号綫支綫，深圳地铁13号线和规划的18号线亦將在光明城站西广场附近設站。